# Charles Aznavour
Charles Aznavour, właśc. Szahnur Waghinak Aznawurian (orm. Շահնուր Վաղինակ Ազնավուրյան; ur. 22 maja 1924 w Paryżu, zm. 1 października 2018 w Mouriès) – francuski piosenkarz, kompozytor, autor tekstów piosenek i aktor filmowy pochodzenia ormiańskiego.
Był niewysokiego wzrostu, obdarzony charakterystycznym głosem. W drugiej połowie XX wieku stał się jedną z najbardziej rozpoznawalnych postaci światowej muzyki rozrywkowej. Skomponował około 1000 piosenek (w tym ok. 150 do tekstów po angielsku, 100 po włosku, 70 po hiszpańsku i 50 po niemiecku), przy czym tematem jego piosenek była na ogół miłość. Sprzedał ponad 200 milionów płyt na całym świecie. Mówił i śpiewał w wielu językach: po francusku, angielsku, włosku, neapolitańsku, hiszpańsku, niemiecku, rosyjsku, portugalsku i ormiańsku. W tym ostatnim języku nagrał XVIII-wieczną pieśń poety Sajat-Nowy. Piosenka „Que c’est triste Venise” (pol. Jakże smutna jest Wenecja) została przez niego zaśpiewana w rekordowej liczbie wersji: włoskiej („Com'è triste Venezia”), hiszpańskiej („Venecia sin ti”), angielskiej („How Sad Venice Can Be”) i niemieckiej („Venedig im Grau”). Współpracował m.in. z Fredem Astaire’em, Shirley Bassey, Andreą Bocellim, José Carrerasem, Rayem Charlesem, Bingiem Crosby, Bobem Dylanem, Julio Iglesiasem, Mireille Mathieu, Luciano Pavarottim, Plácido Domingo i Sissel Kyrkjebø.
Wystąpił w ponad 60 filmach. Bywał nazywany „francuskim Frankiem Sinatrą”. 

## Życiorys

### Rodzina
Urodził się 22 maja 1924 w klinice Tarnier w Paryżu jako syn ormiańskich emigrantów; ojciec, Mikajel Aznawurian, urodził się w Machaczkale, a matka, Knar Bagdassarian z domu Adapazari – w Turcji. Oboje rodzice z powodu ludobójstwa Ormian musieli uciekać ze swoich krajów, tymczasowo zatrzymali się we Francji, gdzie urodził się im syn. Miał starszą siostrę, Aidę.

### Kariera artystyczna

#### Początki
Dorastał w rodzinie o artystycznych tradycjach – matka była aktorką i grała na fortepianie, a ojciec, pracujący w restauracjach i kawiarniach, przejawiał umiejętności wokalne i śpiewał m.in. na balach środowisk emigracyjnych. W dzieciństwie uczył się grać na pianinie i skrzypcach, później grał także na kontrabasie. Uczęszczał do szkoły o profilu teatralnym, a następnie do klasy obsługi radiowej marynarki handlowej w szkole TSF. Zachwycony teatrem, zapragnął występów na scenie. W grudniu 1933 został tancerzem teatru Petit Monde, później występował także jako aktor w lokalnych teatrach, m.in. zagrać postać Siki w spektaklu Ericha Kästnera Emil i detektywi, Henryka z Navarry w sztuce Edouarda Bourdet Margot w Teatrze Marigny, ministranta w przedstawieniu Williama Szekspira Wiele hałasu o nic w Théâtre de la Madeleine oraz jedną z ról w spektaklu  Victora Margueritte Dziecko w Teatrze Odéon. Poza tym grał na metalofonie w dziecięcej trupie „Cigalounettes” na koncertach Pierre’a Priora.
Od drugiej połowy lat 30. występował w trupach rewiowych, m.in. w rewii Henri Varna Ça c’est Marseille w Alcazar (w latach 1936–1937). Śpiewał w kabarecie Jockey, w którym wykonywał m.in. swój pierwszy autorski utwór – „Y’a des hiboux dans le beffrot” z tekstem Jacques’a Jima. Zagrał też w kilku filmach: La Guerre des gosses (1936) Jacquesa Daroya i Les Disparus de Saint-Agil (1938) Christiana-Jacque’a.

#### Lata 40. i 50.

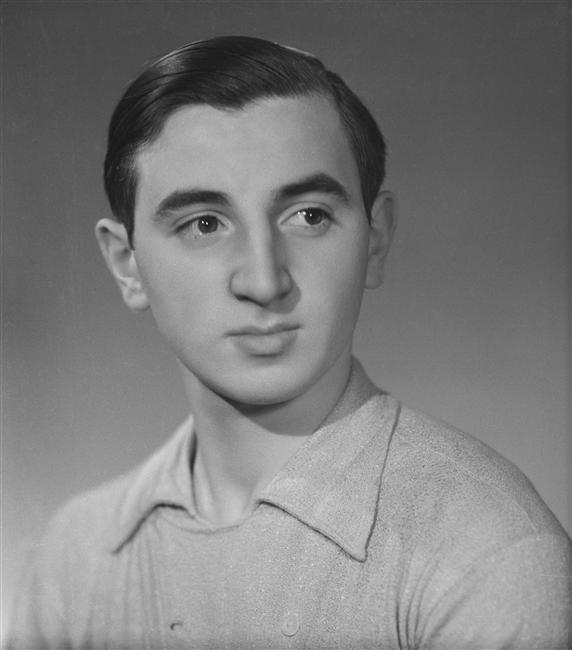
Aznavour (1942)

W wieku młodzieńczym nawiązał współpracę z Pierre’em Roche’em, z którym przez kolejne osiem lat pisał piosenki (dla siebie oraz innych wykonawców) i grał koncerty (m.in. w klubach nocnych); w repertuarze, oprócz autorskich utworów, początkowo mieli także numery Johnny’ego Hessa, Charles’a Treneta, Georges’a Ulmera i Édith Piaf. Piaf w 1946 zaprosiła duet na swoje tournée po północnej Francji i Szwajcarii, a następnie po Belgii. Dzięki rekomendacji artystki, w 1948 zagrali serię koncertów w Kanadzie (m.in. w klubie „Faisan Doré” w Montrealu) i USA (zawarli kontrakt na kilka tygodni występów w Café Society Down Town w Nowym Jorku). W trakcie ponad dwóch lat pobytu w Montrealu kontynuowali występowanie w duecie, m.in. grali koncerty z Rogerem Baulu.
W 1952 Aznavour powrócił do Francji sam, gdyż Roche pozostał w Kanadzie z nowo poślubioną żoną, Jocelyne Deslongchamps. Wkrótce wrócił do grania koncertów, m.in. w klubie nocnym „Crazy Horse” i lokalu „Chez Patachou”, pisał także piosenki dla innych wykonawców. Z czasem odnowił kontakt z Édith Piaf, z którą odbył trasę koncertową po Francji. Rozpoczął także współpracę z Gilbertem Bécaud, z którym napisał kilka piosenek, m.in. „Viens”, „Méqué méqué”, „Terre nouvelle”, „C’est merveilleux l’amour” i „La ville”. Występował m.in. w sali widowiskowej Pacra oraz w kilku kabaretach Rive Gauche. Grał w przedstawieniu Trzy nutki, z którym odbył trasę koncertową po Maroku. Po powrocie z trasy podpisał kontrakt gwiazdorski na występy w Moulin Rouge, następnie zaczął występować w Olympii, a później – w teatrze Alhambra.

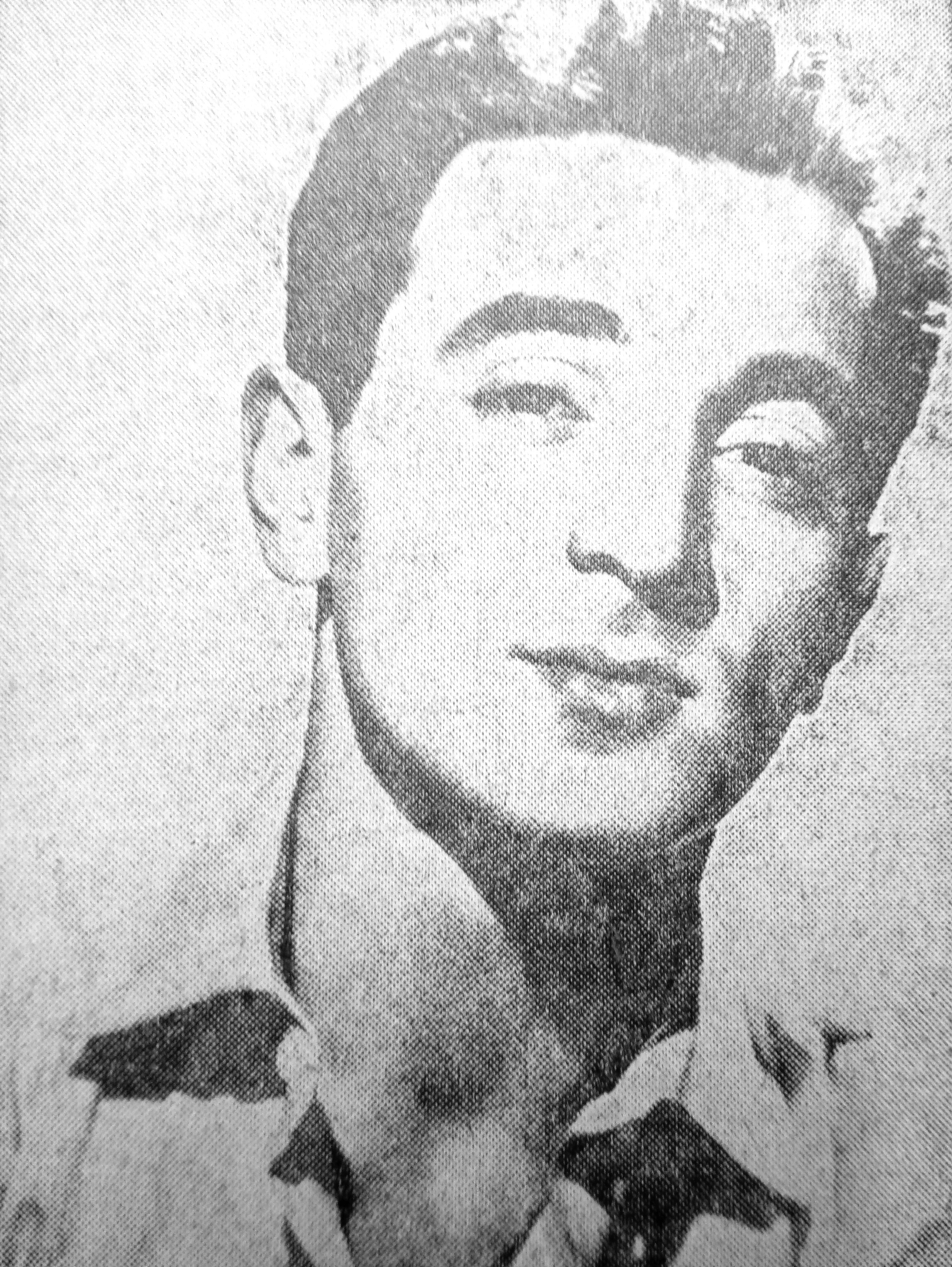
Aznavour (1956)

Po zakończeniu kontraktów ruszył w samodzielną trasę koncertową po Francji, na której akompaniował mu Jean Leccia. Recenzenci krytykowali Aznavoura za jego „przyćmiony” i ”łamiący się” głos, ale także niski wzrost (161 cm) i sposób bycia na scenie. Mimo to jego piosenki z czasem coraz bardziej podobały się publiczności, dzięki czemu w drugiej połowie lat 50. Aznavour zaczął liczyć się na muzycznej scenie Francji. W 1957 wyruszył – z braćmi Rabbath jako zespołem akompaniującym – w międzynarodową trasę koncertową, która obejmowała występy w Portugalii, Tunezji, Maroko, Algierii, Grecji, Belgii, Szwajcarii, Hiszpanii, Egipcie i Libanie. W tym samym roku nawiązał współpracę z Georgesem Garvarentzem, który w kolejnych latach skomponował dla niego piosenki: „Paris au mois d’aout”, „Non je n’ai rien oublié”, „Et pourtant”, „Les plaisirs démodés” i „Ave Maria”.
W drugiej połowie lat 50. zagrał w kilku filmach, m.in. w dramacie psychologicznym Georges’a Frange’a Głową o mur (La tête contre les murs, 1958), za występ w którym otrzymał nagrodę dla najlepszego aktora roku.

#### Lata 60.
W latach 60. ugruntował swoją popularność we Francji, w Europie i na świecie. Na początku dekady wyruszył w kolejną światową trasę koncertową, w ramach której wystąpił w Hiszpanii, Francji, Szwajcarii, Belgii, Holandii i ZSRR l. Przy okazji koncertów w ZSRR odwiedził ojczyznę przodków i jej stolicę. W 1962 powrócił do występów w teatrze Alhambra. W 1963 zagrał, przychylnie oceniony przez prasę, koncert w prestiżowej nowojorskiej Carnegie Hall, a następnie odbył trasę koncertową po USA, w którym ruszył także w następnym roku. W 1964 zagrał koncert w Hali Sportowej „Wisły” w Krakowie.
W międzyczasie kontynuował karierę aktorską, występując m.in. w filmach: Strzelajcie do pianisty (Tirez sur le pianiste, 1961) François Truffauta, Le Passae du Rhin (1961) André Cayatte’a, Taksówka do Tobruku (Un taxi pour Tobrouk, 1961) Denysa de la Patellière’a i Le rat d’Amérique (1962) Jean-Gabriela Albicocco.
Po powrocie do Francji w 1965 dał serię koncertów One Man Show w Olympii i w ciągu 12 tygodni przy pełnej widowni wykonywał 30 piosenek. W tym samym roku wystąpił w musicalu Monsieur Carnaval oraz wylansował przebój „La bohême”. W 1966 odbył tournée po Kanadzie i Antylach Francuskich. W tym samym roku odnotował sprzedaż przeboju „La mamma w liczbie ponad 1 mln egzemplarzy we Francji. Pod koniec lat 60. ponownie zagrał serię koncertów w Olympii. W 1969 otrzymał nagrodę od Association of American Songwriters and Composers oraz medal La Médaille Vermeil w Paryżu za piosenkę „Hier encore”.

#### Lata 70.
Rok 1970 rozpoczął się od koncertów w USA, w tym na Broadwayu. Na początku 1971 wrócił do Paryża i zagrał koncert w Olympii. Kilka miesięcy później we Włoszech dostał nagrodę Złotego Lwa na Festiwalu Filmowym w Wenecji za włoską wersję piosenki „Mourir d’aimer”.
W tym okresie urozmaicił swój repertuar oraz zainteresował się tematyką społeczną i obyczajową, i tak: w „Le temps des loups” poruszył temat przemocy w miastach, w „Mourir d’aimer” – Faits divers, a w „Comme ils disent” – homoseksualizmu. Zaczął też pisać pamiętniki, które zostały wydane w USA jako Aznavour par Aznavour. W 1972 dał kolejną serię występów w Olympii, wylansował utwór „Les plaisirs démodés” i wystawił premierowo operetkę Douchka, którą napisał wspólnie ze szwagrem, kompozytorem Georges’em Garvarentzem.
W 1974 odniósł sukces w Wielkiej Brytanii z singlem „She”, który dotarł do pierwszego miejsca na liście przebojów i zyskał certyfikat platynowej płyty. W 1975 napisał balladę „Ils sont tombés” dla uczczenia 60. rocznicy ludobójstwa Ormian. Pod koniec dekady wystąpił w dramacie Volkera Schlöndorffa Blaszany bębenek (Die Blechtrommel, 1979), nagrodzonym Złotą Palmą na 32. MFF w Cannes.

#### Lata 80.

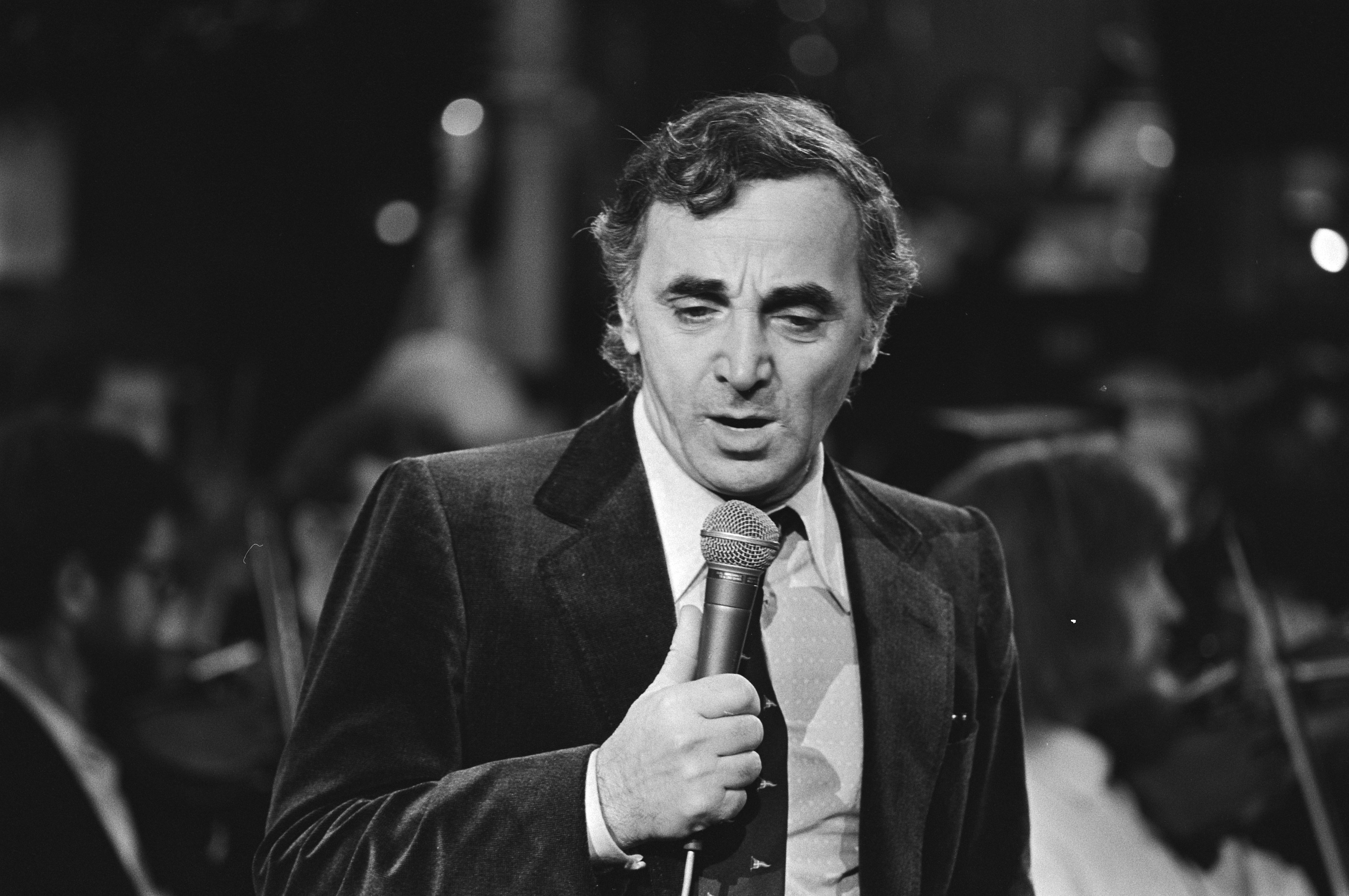
Aznavour (1980)

W 1983 zerwał współpracę z wytwórnią Barclay. Dwa lata później podpisał kontrakt z wytwórnią Trema, która obiecała wznowić jego wczesne albumy. W 1984 zagrał recital podczas 21. Międzynarodowego Festiwalu Piosenki w Sopocie. W 1986 po raz pierwszy napisał scenariusz filmowy – do filmu Paula Boujenaha Yiddish Connection, w którym zagrał także jedną z głównych ról. W 1986 zasiadł w jury konkursu głównego na 39. MFF w Cannes.
W 1987 odbył trasę koncertową po USA z amerykańską piosenkarką Pią Zadorą, a następnie wystąpił w paryskim Palais des Congrès i odbył tournée po Francji. W 1988 ponownie wystąpił w Palais des Congrès. Po tragicznym trzęsieniu ziemi w Armenii w 1988 zainicjował akcję charytatywną Aznavour for Armenia. Następnie – razem z Georges’em Garvarentzem – napisał singiel charytatywny „Pour toi Arménie”, nagrany przez grupę kilkudziesięciu francuskich artystów, który utrzymywał się na francuskiej liście przebojów przez 18 tygodni i rozszedł się w nakładzie ponad 1 mln egzemplarzy. Aznavour doczekał się własnego pomnika w Giumri i placu własnego imienia w centrum Erywania.

#### Lata 90.

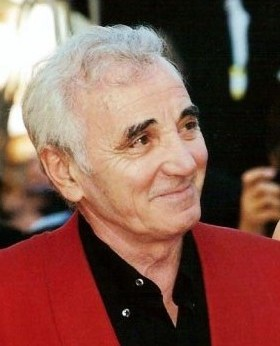
Aznavour (1999)

W 1995 został mianowany Ambasadorem i Stałym Przedstawicielem Armenii przy UNESCO. Był również członkiem organizacji charytatywnej Armenia Fund, która od 1992 przekazała ponad 150 milionów dolarów na pomoc humanitarną i rozwój infrastruktury w Armenii.
8 lutego 1997 otrzymał Cezara Honorowego, nagrodę przyznawaną przez francuską Akademię Sztuki i Techniki Filmowej. 12 lipca tego samego roku na festiwalu w Montreux świętował 50. rocznicę swojej działalności w show-businessie. 15 września został odznaczony przez prezydenta Francji Jacques’a Chiraca orderem Legii Honorowej.

#### Lata 2000.
W 2000 w plebiscycie „Times Magazine” i stacji telewizyjnej CNN został wybrany pieśniarzem stulecia. W 2001 zaśpiewał „Ave Maria” podczas wizyty papieża Jana Pawła II w Armenii. We wrześniu 2003 nakładem wydawnictwa Flammarion opublikował pamiętniki pt. Le temps des avants. W 2004 za działalność humanitarną otrzymał tytuł „Narodowego Bohatera” Armenii, tj. najwyższe odznaczenie państwowe tego kraju.

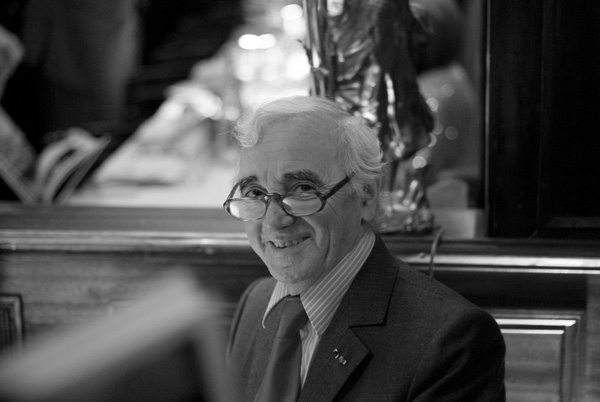
Aznavour (2007)

Jesienią 2006 rozpoczął pożegnalną trasę koncertową po świecie, którą – jak zapowiadał – chciałby zakończyć w 2010. Najpierw wystąpił w USA i Kanadzie, zbierając pozytywne recenzje. We wrześniu zagrał koncert w Erywaniu, gdzie wśród audytorium znaleźli się m.in. były prezydent Armenii Robert Koczarian i prezydent Francji Jacques Chirac, który wówczas składał wizytę w Armenii. Następnie, już we Francji, zainaugurował sezon kulturalny Arménie mon amie. W tym samym roku udał się w podróż na Kubę, gdzie razem z miejscowym muzykiem Chucho Valdésem nagrał album pt. Colore Ma Vie, który zaprezentował na koncercie w Moskwie w kwietniu 2007. Również w 2007 zagrał koncerty w Japonii i Azji oraz wziął udział w Vieilles Charrues Festival. W drugiej połowie 2007 kontynuował występy w Paryżu, gdzie dał ponad 20 przedstawień w Palais des Congrès. Następnie udał się na tournée po Belgii, Holandii i Francji. Również w 2007 wydał album pt. Forever Cool (Capitol/EMI), na którym m.in. zaśpiewał „Everybody Loves Somebody Sometimes” w duecie z głosem Deana Martina.
18 stycznia 2008 wystąpił jako gość muzyczny w jednym z odcinków reality show Star Academy, w którym zaśpiewał swój przebój „Emmenez-moi” z Jérémy Chapronem. Od lutego 2008 pełnił funkcję ambasadora Armenii w Szwajcarii, co zaproponowano mu w związku z jego zasługami dla ojczyzny. Również w lutym 2008 odbył tournée po Portugalii, a wiosną udał się w długą trasę koncertową po Ameryce Południowej (Argentyna, Brazylia, Chile i Urugwaj). Latem występował w Quebecu, a jesienią powrócił z koncertami do Ameryki Południowej. W grudniu 2008 wydał album pt. Duos, na który nagrał piosenki w duetach z zaprzyjaźnionymi artystami i przyjaciółmi, takimi jakCéline Dion, Laura Pausini, Liza Minnelli, Nana Muschuri, Carole King, Dean Martin, Paul Anka, Josh Groban, Bryan Ferry i Elton John. 
5 lipca 2008 został odznaczony Orderem Kanady, a następnego dnia dał koncert na Polu Bitwy o Quebec w ramach uroczystości 400-lecia założenia miasta Quebec. 26 grudnia 2008 prezydent Armenii Serż Sarkisjan podpisał dekret o nadaniu ormiańskiego obywatelstwa Aznavourowi w uznaniu m.in. jego zasług dla narodu ormiańskiego.

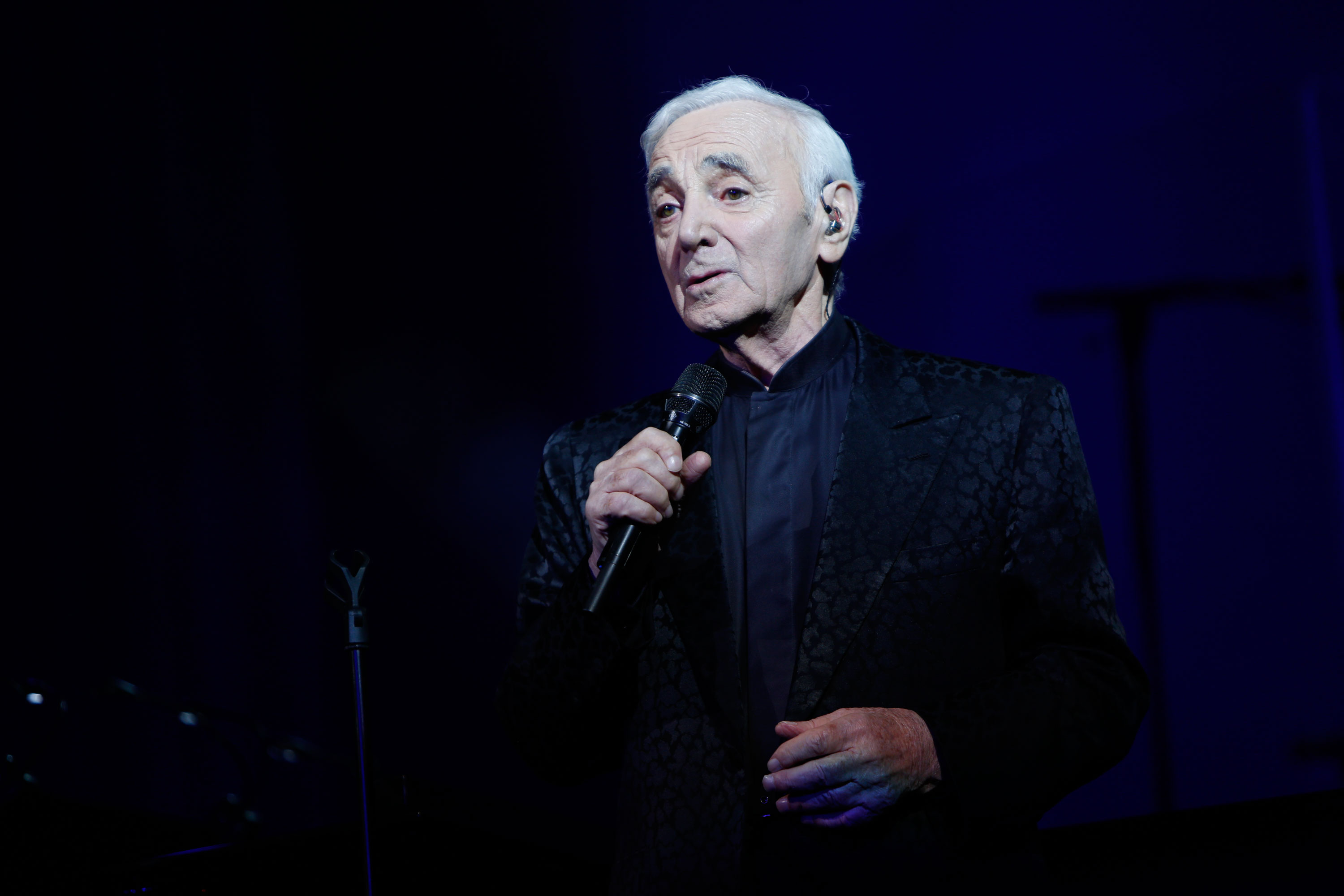
Aznavour (2014)

W styczniu 2010 wraz z senegalskim piosenkarzem Youssou N’Dour i ponad 40 gwiazdami francuskiej estrady nagrał teledysk „1 geste pour Haïti chérie” w geście pomocy dla ofiar katastrofalnego trzęsienia ziemi na Haiti.
W maju 2014 zagrał w Erywaniu koncert z okazji swoich 90. urodzin.

## Wpływ na popkulturę
Jack Jones w 1974 nagrał album pt. Write Me a Love Song, Charlie z kompozycjami Aznavoura.
Elvis Costello nagrał swoją interpretację piosenki Aznavoura „She” na ścieżkę dźwiękową do filmu Notting Hill. Covery piosenek Aznavoura nagrali także m.in.: Ray Charles („La Mamma”), Fred Astaire („Les plaisirs démodés0 w 1976) i Bing Crosby („Hier encore” w 1977). Tenor Plácido Domingo, jeden z przyjaciół i współpracowników Aznavoura, często wykonywał jego utwory (studyjny program Les bateaux sont partis z 1985, kilkakrotne wykonanie „Ave Maria” w 1994).

## Życie prywatne

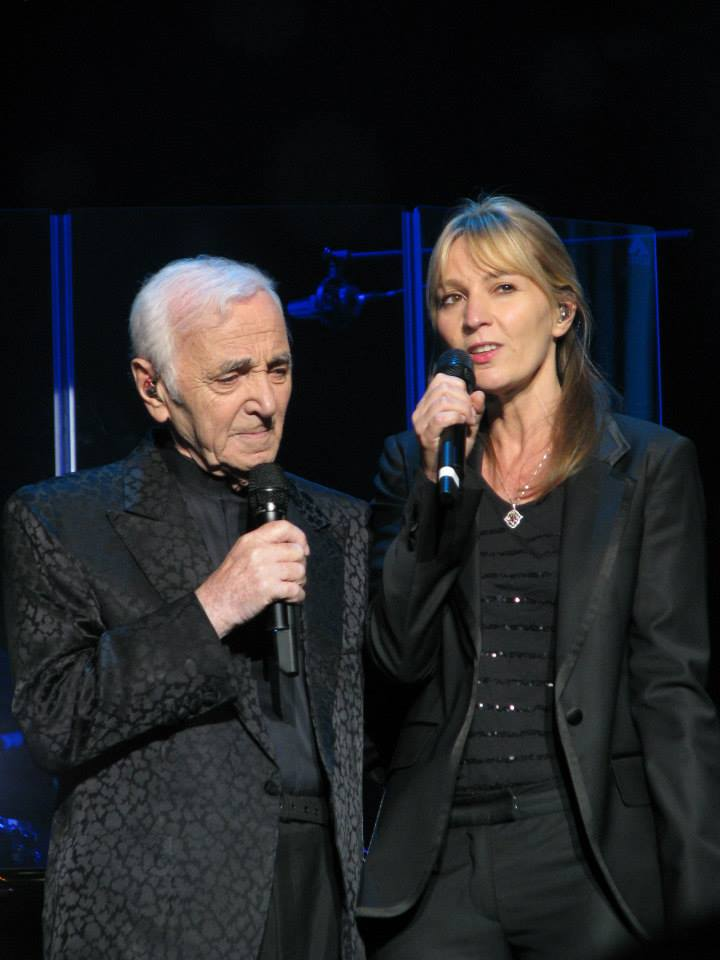
Aznavour z córką Katią (2014)

W 1946 ożenił się z Micheline Rugel Fromentin, z którą miał dwoje dzieci: córkę Sédę-Patricię (ur. 1947) i syna Charles’a (ur. 1952). Z pozamałżeńskiego romansu z tancerką Arlette Bordais miał syna, Patricka (1951–1976). W 1956 ożenił się z Evelyne Plessis, z którą miał syna Patricka (ur. 1956). 11 stycznia 1967 ożenił się z Ullą Thorsell w City Hall w Las Vegas, a 12 stycznia 1968 wziął z nią ślub kościelny w kościele ormiańskim w Paryżu. Mieli córkę Katię (ur. 1969) i synów: Mishę (ur. 1971) i Nicolasa (ur. 1977).
Mieszkał w Saint-Sulpice niedaleko Lozanny, a w miesiącach letnich – w Mouriès w Prowansji.
Zmarł 1 października 2018. 5 października 2018 miał miejsce narodowy hołd dla piosenkarza na dziedzińcu Pałacu Inwalidów w Paryżu, w obecności prezydenta Francji Emmanuela Macrona i premiera Armenii Nikola Paszyniana. Dzień później, po nabożeństwie żałobnym w katedrze ormiańskiej św. Jana Baptysty w Paryżu, został pochowany na cmentarzu w Montfort-l’Amaury w rodzinnym grobie.

## Dyskografia
albumy studyjne
- 1960 Je m’voyais déjà (EMI)
- 1961 Il faut savoir (EMI)
- 1963 La mamma (EMI)
- 1963 Qui? (EMI)
- 1964 Hier encore (EMI)
- 1965 Aznavour 65 (EMI)
- 1966 De t’avoir aimée (EMI)
- 1966 La Bohème (EMI)
- 1967 Entre deux rêves (EMI)
- 1971 Idiote je t’aime (EMI)
- 1978 Je n’ai pas vu le temps passer (EMI)
- 1992 Aznavour 92 (Tréma)
- 1994 Toi et moi (Dom)
- 1997 Plus bleu... (EMI)
- 1998 Jazznavour (EMI)
- 2000 Aznavour 2000 (EMI)
- 2003 Je voyage (EMI)
- 2005 Insolitement vôtre (Capitol/EMI)
- 2007 Colore ma vie (EMI/Odeon)
- 2008 Duos (Capitol/EMI)
- 2009 Charles Aznavour and The Clayton Hamilton Jazz Orchestra (Capitol/EMI)
- 2011 Toujours (EMI)
- 2015 Encores (Barclay)

## Filmografia
- La Guerre des gosses (1936)
- Les Disparus de Saint-Agil (1938)
- Adieu, chérie (1945)
- Dans la vie tout s'arrange (1949)
- Une gosse sensass (1957) – piosenkarz
- C'est arrivé à 36 chandelles (1957)
- Paris Music-Hall (1957) – Charles
- Pourquoi viens-tu si tard? (1958) – tancerz
- La Tête contre les murs (1959) – Heurtevent
- Le Testament d'Orphée (1959)
- Les Dragueurs (1959) – Joseph Bouvier
- Le Passage du Rhin (1960) – Roger
- Tirez sur le pianiste (1960) – Charlie Kohler/Édouard Saroyan
- Horace 62 (1960) – Horace Fabiani
- Les lions sont lâchés (1961) – Charles
- Les Petits Matins (1961)
- Un taxi pour Tobrouk (1961) – Samuel Goldmann
- Diabelskie sztuczki (1962) –  Denis
- Les Quatre vérités (1962) – Charles
- Le Rat d'Amérique (1962) – Charles
- Pourquoi Paris (1962)
- Tempo di Roma (1962) – Marcello
- Les Vierges (1963) – Berthet
- Cherchez l'idole (1964) – Aznavour
- Thomas l'imposteur (1964)
- Alta infedeltà (1964) – Giulio
- La Métamorphose des cloportes (1965) – Edmond
- Paris au mois d'août (1966) – Henri Plantin
- Thomas l'imposteur (1965)
- Le Facteur s'en va-t-en guerre (1966) – Thibon
- Candy (1968) – Hunchback juggler
- Caroline chérie (1968) – Postillon
- L'Amour (1970) – prezenter
- Le Temps des loups (1969) – inspektor
- The Adventurers (1970) – Marcel Campion
- The Games (1970) – Pavel Vendek
- Un beau monstre (1971) – inspektor Leroy
- La Part des lions (1971) – Éric Chambon
- Les Intrus (1971) – Charles Bernard
- The Blockhouse (1972) – Visconti
- I nie było już nikogo (Dix Petits Nègres, 1974) – Michel Raven
- Mieszczańskie szaleństwa (Folies bourgeoises, 1976) – Dr. Lartigue
- Intervenion Delta (1976) – inspektor Nikolidis
- Ciao, les mecs! (1979)
- Blaszany bębenek (Die Blechtrommel, 1979) – Sigismund Markus
- Qu'est-ce qui fait courir David? (1982) – Léon, ojciec Davida
- Édith et Marcel (1982)
- La Montagne magique (1982) – Naphta
- Les Fantômes du chapelier (1982) – Kachoudas
- Une Jeunesse (1982) – Bellun
- Viva la vie! (1983) – Édouard Takvorian
- Yiddish Connection (1986) – Aaron Rapoport
- Mangeclous (1988) – Jérémie
- Les Années campagne (1991) – dziadek
- Il Maestro (1992) – Romualdi
- Pondichéry, dernier comptoir des Indes (1997) – Léo Bauman
- Le Comédien (1997) – Monsieur Maillard
- Laguna (1998)
- Ararat (2002) – Edward Saroyan
- Le Père Goriot (2004) – Jean-Joachim Goriot
- Ennemis publics (2005)
- The Colonel (2006) – Père Rossi

## Książki
- Aznavour par Aznavour, Paryż, Éditions Fayard, 1970 (ISBN 978-2-7020-0214-8)
- Des mots à l’affiche, Paryż, Le Cherche-midi Editeur, 1991 (ISBN 978-2-86274-210-6)
- Mes chansons préférées, Paryż, Editions Christian Pirot, 2000 (ISBN 978-2-86808-148-3)
- Le temps des avants, Paryż, Éditions Flammarion, 2003 (ISBN 2-08-068536-8); wydanie polskie: Kiedyś... Wspomnienia, Warszawa, Wydawnictwo „Studio EMKA”, 2005 (ISBN 83-88607-46-4)
- Images de ma vie (album fotograficzny); Paryż, Flammarion, 2005 (ISBN 978-2080689146)
- Mon père, ce géant, Paryż, Éditions Flammarion, 2007 (ISBN 2-08-120974-8)
- À voix basse, Paryż, Éditions Don Quichotte, 2009 (ISBN 978-2-35949-001-5)
- D’une porte l’autre, Paryż, Éditions Don Quichotte, 2011 (ISBN 978-2-35949-044-2)
- En haut de l’affiche, Paryż, Éditions Flammarion, 2011 (ISBN 978-2-08-125710-8)
- Tant que battra mon cœur, Paryż, Éditions Don Quichotte, 2013(ISBN 978-2359491623)
- Ma vie, mes chansons, mes films (album); współautorzy: Philippe Durant et Vincent Perrot, Paryż, Éditions de la Martinière, 2015 (ISBN 978-2732470832)
- Retiens la vie, Paryż, Don Quichotte 2017 (ISBN 978-2-35949-683-3)